# Guinness World Records: The Videogame
Guinness World Records: The Videogame es un videojuego de fiesta basado en la serie de libros de récords mundiales Guinness World Records. Fue desarrollado por TT Fusion y publicado por Warner Bros. Interactive Entertainment. El videojuego fue lanzado el 7 de noviembre de 2008 en Europa, el 11 de noviembre de 2008 en Norteamérica y el 12 de noviembre de 2008 en Australia. El videojuego consiste en intentar batir récords mundiales reales a través de minijuegos. El videojuego recibió reeñas mixtas y positivas tras su lanzamiento y se consideró mejor que la mayoría de las compilaciones de minijuegos que había en las consolas de Nintendo en ese momento.

## Jugabilidad
Guinness World Records: The Videogame contiene 36 minijuegos basados en intentos de récords del mundo real. El jugador puede seleccionar entre 12 avatares y puede viajar por un mapa tipo globo que le permite seleccionar minijuegos. Superar minijuegos permite al jugador desbloquear más minijuegos y atuendos para sus avatares. Los minijuegos implican intentar batir un récord mundial lo más rápido posible, como construir el rascacielos más alto en un minijuego estilo Tetris o intentar el salto acrobático más alto del mundo en BMX. La puntuación del jugador se coloca en un marcador al final de la ronda y luego se compara a través de Internet con las puntuaciones de otros jugadores. El videojuego muestra trivia sobre récords mundiales de la vida real en el menú y durante las pantallas de carga.

## Recepción
Guinness World Records: The Videogame recibió reseñas mixtas de los críticos tras su lanzamiento. En Metacritic, el videojuego tiene puntuaciones de 70/100 para la versión de Nintendo DS según 4 reseñas, y 67/100 para la versión de Wii según 12 reseñas. En GameRankings, el videojuego tiene puntuaciones de 70% para la versión de DS según 4 reseñas, y 67,5% para la versión de Wii según 16 reseñas.
Al reseñar la versión de DS y Wii para IGN, Mark Thomas elogió los extraños minijuegos del videojuego, comparándolo positivamente con WarioWare, antes de terminar la reseña con, «[...] Pero incluso entonces hay un par de joyas más completas en este paquete que son lo suficientemente adictivas como para justificar mantener el juego a mano mucho después de que hayas sido declarado el mejor, el más alto, el más fuerte y el más inteligente con todos los récords que existen». Escribiendo para Nintendo World Report y reseñando ambas versiones, Francesca DiMola encontró decepcionante la falta de similitud del videojuego con los récords mundiales reales y los videojuegos aburridos, diciendo: «La falta de identidad y dirección es insatisfactoria, y aunque un grupo selecto de minijuegos son entretenidos y originales, muchos de ellos se sienten genéricos y sosos». Al escribir para Eurogamer y reseñar la versión de Wii, Simon Parkin encontró la idea interesante y terminó su reseña con «[...] Guinness World Records es la mejor colección de minijuegos que hemos jugado en Wii, en parte por el contenido pero principalmente por su contexto».